# Ipomopsis congesta
Ipomopsis congesta là một loài thực vật có hoa trong họ Polemoniaceae. Loài này được (Hook.) V.E. Grant mô tả khoa học đầu tiên năm 1956.

## Hình ảnh

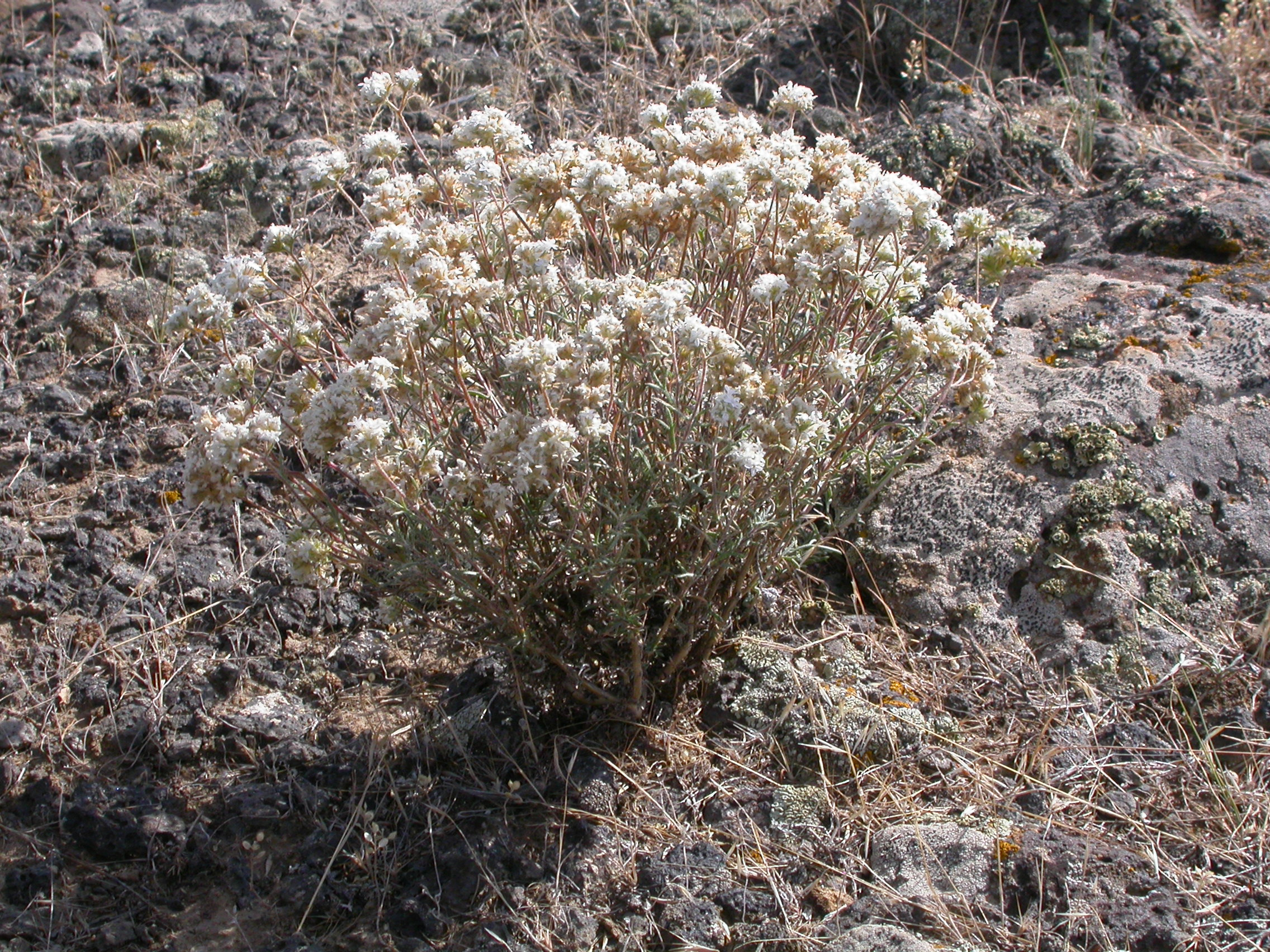
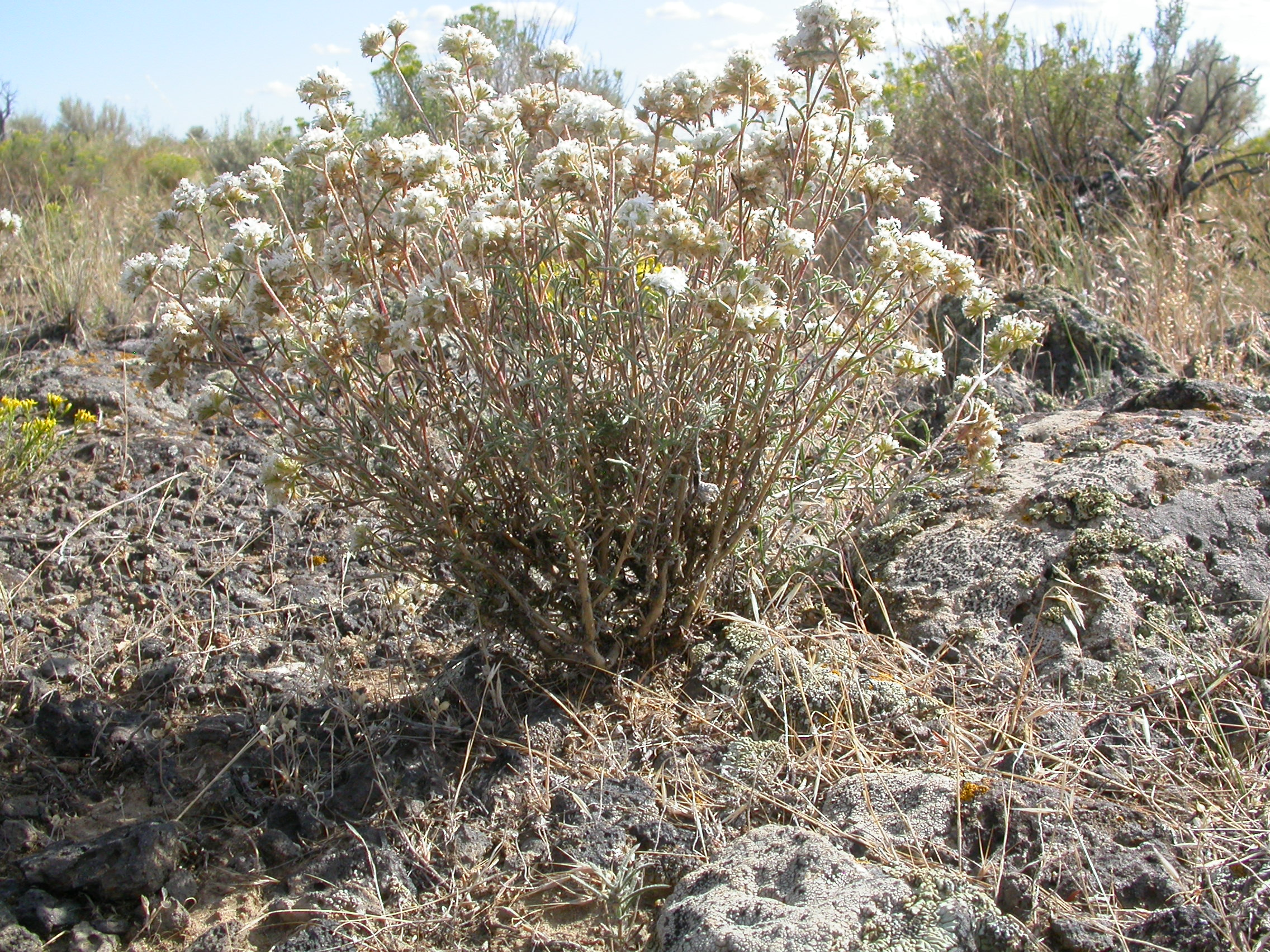
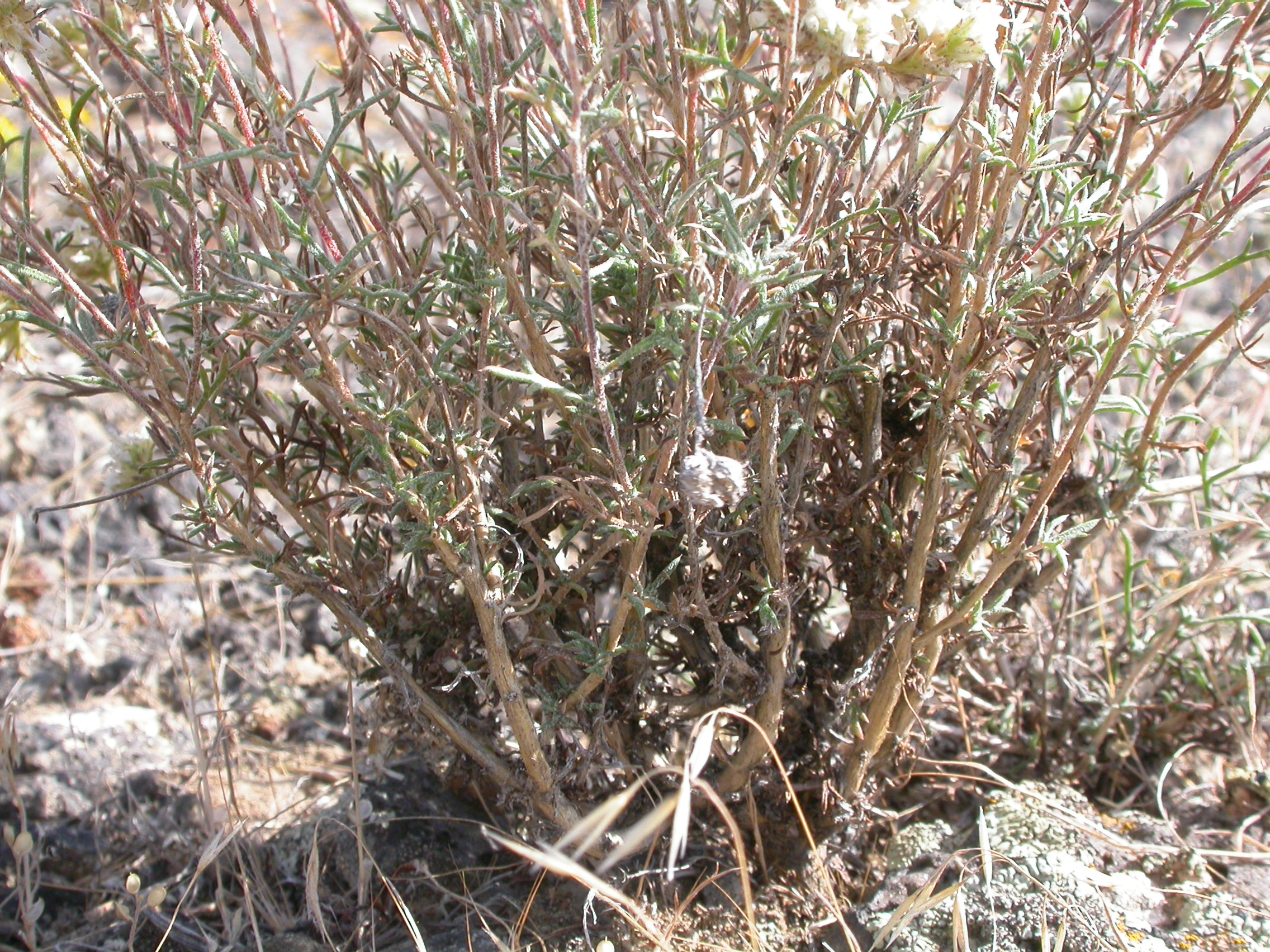
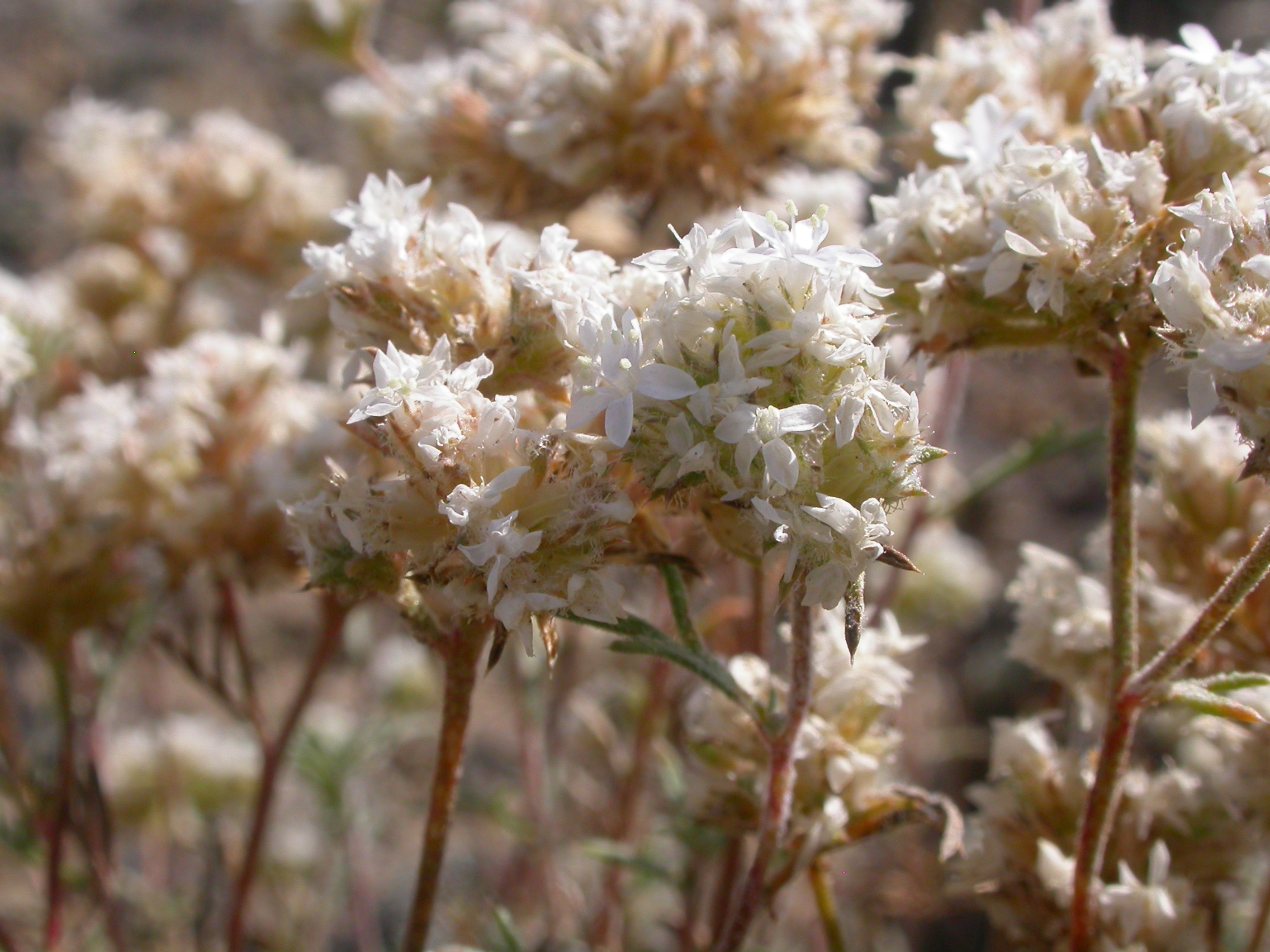